# Сімона Халеп
Сімона Халеп (рум. Simona Halep, 27 вересня 1991) — румунська тенісистка, чемпіонка Ролан Гарросу 2018 та Вімблдону 2019, колишня перша ракетка світу.

## Початок кар'єри. Юніорський Ролан Гаррос. Операція
Халеп походить з арумунів. Її батько був футболістом, а зараз є власником молокозаводу. Сімона розпочала грати в теніс у 4 роки. На юніорському рівні вона виграла Відкритий чемпіонат Франції 2008 року серед дівчат.
Сімона відома також тим, що в червні 2009 року зробила операцію зі зменшення своїх грудей, які заважали їй грати. На той момент це викликало широку критику її вболівальників.

## Ріст. Перший фінал турніру Великого слема
У червні 2013 року Халеп виграла два турніри WTA упродовж двох тижнів: у Нюрнберзі та Гертогенбосі. Загалом упродовж літа цього року вона виграла ще два турніри із чотирьох, в яких брала участь: у Будапешті та турнір серії WTA Premier у Нью-Гейвені. Таким чином Сімона здобула титули на трьох основних покриттях (ґрунті, траві та харді) та уперше потрапила до найкращої 20-ки рейтингу. За підсумками 2013 року Сімона виграла 5 турнірів WTA в одиночному розряді, поступившись за цим показником тільки Серені Вільямс, а також, у кінці сезону, турнір чемпіонок WTA.
На Відкритому чемпіонаті Австралії 2014 Сімона вперше потрапила до чвертьфіналу турніру Великого шолома, а в березні 2014 року стала п'ятою ракеткою світу за рейтингом WTA. Продовжуючи успішні виступи, Сімона добралася до фіналу Відкритого чемпіонату Франції 2014, де поступилася Марії Шараповій у трьох сетах. Це дозволило їй піднятися на третій щабель світового рейтингу. На Вімблдонському турнірі 2014 року Халеп добралася до півфіналу, а в серпні піднялася ще на сходинку вище в рейтингу.

## Перша ракетка світу. Дорослий Ролан Гаррос
Першою ракеткою світу Халеп стала в жовтні 2017 року, добравшись до фіналу China Open.
На Відкритому чемпіонаті Австралії 2018 Халеп грала у фіналі з Каролін Возняцкі й поступилася, програвши свій третій фінал турніру Великого шолома. Після цього програшу вона на кілька тижнів утратила звання першої ракетки світу, але воно знову повернулося до неї після не особливо вдалих виступів Возняцкі навесні 2018 року.
Перший мейджор Халеп виграла на Ролан-Гарросі-2018, через 10 років після юніорської звитяги й після двох невдач у фіналах.
2018 рік Халеп удруге поспіль завершила першою ракеткою світу, хоча травма спини не дозволила їй взяти участь у фінальному турнірі року Чемпіонаті WTA.
Халеп очолювала рейтинг WTA 64 тижні й втратила його в січні 2019 року, поступившись Наомі Осаці.

### 2025
Халеп отримала вайлдкард для відбіркового турніру Australian Open. Однак вона знялася після того, як відчула біль у колінах і плечі під час виставкового заходу в Абу-Дабі.
Після поразки в матчі першого раунду Transylvania Open від Лючії Бронцетті Халеп оголосила про завершення кар'єри.

## Нагороди
У 2018 році Халеп була нагородження званням Cetățean de onoare (почесного громадянина) міста Бухарест.

## Стиль гри
Її характеризують як агресивного гравця задньої лінії. Вона швидко переміщається на корті, добре грає в захисті. Її удари не особливо сильні, але точні, вона вміло конструює гру, розхитуючи оборону суперниць.

## Виступи на турнірах Великого шолома

### Одиночний розряд
| Рік             | 2010 | 2011 | 2012 | 2013 | 2014 | 2015 | 2016 | 2017 | 2018 | 2019 | 2020 | Усп    | В-П   |
| --------------- | ---- | ---- | ---- | ---- | ---- | ---- | ---- | ---- | ---- | ---- | ---- | ------ | ----- |
| Australian Open | К1   | 3Р   | 1Р   | 1Р   | ЧФ   | ЧФ   | 1Р   | 1Р   | Ф    | 4Р   | ПФ   | 0 / 10 | 24–10 |
| French Open     | 1Р   | 2Р   | 1Р   | 1Р   | Ф    | 2Р   | 4Р   | Ф    | Ч    | ЧФ   |      | 1 / 10 | 28–9  |
| Wimbledon       | К2   | 2Р   | 1Р   | 2Р   | ПФ   | 1Р   | ЧФ   | ЧФ   | 3Р   | Ч    |      | 1 / 9  | 24–8  |
| US Open         | 1Р   | 2Р   | 2Р   | 4Р   | 3Р   | ПФ   | ЧФ   | 1Р   | 1Р   | 2Р   |      | 0 / 10 | 17–10 |
| В–П             | 0–2  | 5–4  | 1–4  | 4–4  | 17–4 | 10–4 | 11–4 | 10–4 | 15–3 | 15-3 | 5-1  | 2 / 39 | 93–37 |

### Парний розряд
| Рік             | 2011 | 2012 | 2013 | 2014 | 2015 | Усп    | В-П  |
| --------------- | ---- | ---- | ---- | ---- | ---- | ------ | ---- |
| Australian Open | 1Р   | 1Р   | 1Р   | 1Р   | A    | 0 / 4  | 0–4  |
| French Open     | 1Р   | 2Р   | 1Р   | A    | A    | 0 / 3  | 1–2  |
| Wimbledon       | 1Р   | 1Р   | 1Р   | A    | 1Р   | 0 / 4  | 0–4  |
| US Open         | 2Р   | 1Р   | 1Р   | A    | A    | 0 / 3  | 1–3  |
| В-П             | 1–4  | 1–3  | 0–4  | 0–1  | 0–1  | 0 / 14 | 2–13 |

## Фінали турнірів Великого слема

### Одиночний розряд: 5 (2 титули)
| Результат | Рік  | Турнір          | Поверхня | Супротивниця     | Рахунок            |
| --------- | ---- | --------------- | -------- | ---------------- | ------------------ |
| Поразка   | 2014 | French Open     | Ґрунт    | Марія Шарапова   | 4–6, 7–6(7–5), 4–6 |
| Поразка   | 2017 | French Open     | Ґрунт    | Олена Остапенко  | 6–4, 4–6, 3–6      |
| Поразка   | 2018 | Australian Open | Хард     | Каролін Возняцкі | 6–7(2–7), 6–3, 4–6 |
| Перемога  | 2018 | French Open     | Ґрунт    | Слоун Стівенс    | 3–6, 6–4, 6–1      |
| Перемога  | 2019 | Wimbledon       | Трава    | Серена Вільямс   | 6–2, 6–2           |

## Скандали
Експершу ракетку світу Сімону Халеп у 2023 р. дискваліфікували на 4 роки за допінг

## Виноски
1. ↑  Meciul carierei pentru Simona Halep. România Liberă (Romanian) . 15 травня 2013. Архів оригіналу за 2 червня 2014. Процитовано 1 червня 2014.
2. ↑  Părinţii Simonei Halep se împrumută la bănci pentru ca ea să facă performanţă (Romanian) . Adevărul. 8 березня 2010. Архів оригіналу за 10 листопада 2013. Процитовано 11 червня 2018.
3. ↑  Simona Halep s-a născut pentru a juca tenis (Romanian) . TVR. 26 червня 2013. Архів оригіналу за 13 серпня 2014. Процитовано 11 червня 2018. [Архівовано 2014-08-13 у Wayback Machine.]
4. ↑  Simona Halep, cetăţean de onoare al municipiului Constanţa (Romanian) . Mediafax. 23 червня 2014. Архів оригіналу за 12 червня 2018. Процитовано 11 червня 2018.
5. ↑  Teen tennis star has breast reduction surgery in bid to boost her game. Daily Mail. London. 26 травня 2010. Архів оригіналу за 18 січня 2014. Процитовано 31 березня 2014.
6. ↑  Halep gets wildcard for Australian Open qualifying. BBC Sport (брит.). 18 грудня 2024. Процитовано 18 грудня 2024.
7. ↑  Simona Halep and Lleyton Hewitt’s son both handed wildcards for Australian Open qualifying. The Independent. Процитовано 18 грудня 2024.
8. ↑  Simona Halep withdraws from Australian Open qualifying because of knee and shoulder pain. APNews. Процитовано 26 грудня 2024.
9. ↑  Injured Halep withdraws from Australian Open. BBC Sport. Процитовано 26 грудня 2024.
10. ↑  Simona Halep Pulls Out of Auckland Open & Australian Open. Serve On SI (амер.). 26 грудня 2024. Процитовано 26 грудня 2024.
11. ↑  Two-time Slam winner Simona Halep announces retirement at 33. ESPN. Процитовано 4 лютого 2025.
12. ↑  Simona Halep announces retirement from tennis after loss in Romania. tennis.com. Процитовано 4 лютого 2025.
13. ↑  VIDEO Simona Halep, după ce a primit titlul de cetăţean de onoare al Capitalei: Mă simt acasă în Bucureşti Criticile te motivează să fii mai bun (Romanian) . Mediafax. 26 лютого 2018. Архів оригіналу за 13 липня 2019. Процитовано 22 травня 2018.
14. ↑  Румунську тенісистку Сімону Халеп дискваліфікували на чотири роки за вживання заборонених препаратів